# Можейки (Берестейська область)
Може́йки (біл. Можэйкі) — селище в Жабинківському районі Берестейської області Білорусі. Відноситься до Кривлянської сільради. Населення — 40 осіб (2019). Знаходиться на етнічних українських землях Берестейщини.

## Географія
Можейки розташовані поруч з селищами Кривляни, Горєлки, Бояри, Вежки, хутір Кореневий. Місцеві дороги ведуть у Великі Сехновичі, Огородники і Глибоке. 
Місцевість належить басейну річки Вісли, навколо села розташована розвинена мережа меліоративних каналів зі стоком в каналах Палахва і Сехновичький (обидва належить басейну річки Мухавець). Найближча залізнична платформа — Яковчиці (гілка Берестя — Барановичі).

## Історія
У XVII—XVIII століттях ці землі принадлежали роду князів Чорторийських.
Після Третього поділу Речі Посполитої (1795 рік) поселення увійшло до складу Російської імперії. З 1801 року у складі Кобринського повіту Гродненської губернії. За описом 1875 року частка українців серед чоловіків призовного віку Кобринського повіту становила 90,2 %, євреїв — 8 %, поляків — 0,8 %, німців — 0,1 %, татар — 0,01 %
Відповідно до Ризької мирної угоди (1921) село увійшло до складу міжвоєнної Польщі, де належала до Кобринського повіту Поліського воєводства. З 1939 року увішло до складі Білоруської РСР.
Кількість населення: 1999 — 48 осіб; 2010 рік — 35 осіб; 2019 — 40 осіб.